# Access Device Fraud Act
 (mars 2025).
Lire en ligne

Texte original
Texte actuel

Computer Fraud and Abuse Act
L’Access Device Fraud Act, aussi couramment appelé ADFA et 18 U.S.C. §1029, est la première loi contre la cybercriminalité entrée en vigueur aux États-Unis. Votée le 12 octobre 1984, elle vise principalement les fraudes à la carte de paiement, mais les infractions qui y sont définies le sont de manière à couvrir toute fabrication ou usage de dispositifs d’accès frauduleux à un système informatique.

## Historique
La loi est votée par le Congrès des États-Unis le 12 octobre 1984, ce qui en fait la première loi visant la cybercriminalité aux États-Unis. Entre 1984 et 2019, 2 412 affaires en lien avec cette loi ont abouti devant les juridictions fédérales, et 58 % ont été rejugée par les cours d’appel fédérales. La majorité des dossiers proviennent dans l’ordre de l’État de New York, de  Pennsylvanie, de Californie et de Floride.
L’ADFA est renforcée en 1986 par le Computer Fraud and Abuse Act, qui interdit de manière plus large encore tout accès non autorisé à un système informatique, en particulier à ceux du gouvernement ou des institutions financières.

## Principes
La loi instaure quatre infractions : l’utilisation d’un dispositif d’accès contrefait ; l’utilisation de tels moyens de sorte que 1 000 $ ou plus sont obtenus ; la possession d’au moins quinze dispositifs d’accès contrefaits ou non autorisés ; la possession ou l’utilisation d’équipement permettant de fabriquer de tels dispositifs. L’élément clé est donc le « dispositif d’accès » (access device), qui est défini comme étant tout dispositif permettant d’obtenir, seul ou en conjonction avec d’autres dispositifs, de l’argent, des biens, des services ou d’initier un transfert de fonds. Cette définition recouvre ainsi les cartes de paiement et leur code secret, mais également tout identifiant, mot de passe, jeton d’authentification ou n’importe quel autre moyen permettant d’accéder à un système informatique.
Outre la nécessité de prouver que l’une de ces quatre infractions a effectivement été commise, un procureur doit également démontrer qu’elle a été commise en toute connaissance de cause, avec l’intention de frauder. Il doit en outre prouver qu’elle a tocuhé le commerce entre les États des États-Unis ou entre les États-Unis et un État étranger. Un accusé reconnu coupable s’expose alors à une peine maximale de quinze ans de prison et à une amende de 250 000 $.